# Campeonato Brasiliense de Futebol de 2013 - Segunda Divisão
O Campeonato Brasiliense de Futebol de 2013 da Segunda Divisão, é a 17ª edição da era profissional do Campeonato Brasiliense de Futebol - Segunda Divisão, da segunda divisão do estadual de futebol realizado no Distrito Federal e organizado pela Federação Brasiliense de Futebol. É disputado por 10 times, dos quais 2 serão promovidos à divisão principal.

## Fórmula de disputa
As dez equipes participantes jogam entre si em um único turno. As duas primeiras colocadas sobem à Primeira Divisão de 2014. Não há rebaixamento.

### Critérios de desempate
1. Maior número de vitórias
2. Maior saldo de gols;
3. Maior número de gols pró;
4. Confronto direto;
5. Menos cartões vermelhos;
6. Menos cartões amarelos;
7. Sorteio na Federação Brasiliense de Futebol.

## Participantes
| Equipe                              | Localidade         | Em 2012          | Estádio          | Capacidade | Títulos            |
| Clube Atlético Bandeirante          | Núcleo Bandeirante | 9º               | Bezerrão         | 20 000     | Nenhum             |
| Bolamense Futebol Clube             | Samambaia          | 3º               | Rorizão          | 8 000      | Nenhum             |
| CFZ de Brasília Sociedade Esportiva | Brasília           | Não Disputou     | Bezerrão         | 20 000     | 1 (último em 2010) |
| Cruzeiro Futebol Clube              | Cruzeiro           | 6º               | Ninho do Carcará | 1 000      | Nenhum             |
| Esporte Clube Dom Pedro Bandeirante | Núcleo Bandeirante | 12º (1ª divisão) | Metropolitana    | 3 000      | 1 (último em 2002) |
| Bosque Formosa Esporte Clube        | Formosa (GO)       | 11º (1ª divisão) | Diogão           | 6 000      | 1 (último em 1999) |
| Clube de Regatas Guará              | Guará              | 8º               | CAVE             | 8 000      | Nenhum             |
| Paranoá Esporte Clube               | Paranoá            | 5º               | JK               | 8 000      | 1 (último em 2004) |
| Sociedade Esportiva Planaltina      | Planaltina (GO)    | 7º               | Adonir Guimarães | 6 000      | Nenhum             |
| Sociedade Esportiva Santa Maria     | Santa Maria        | 4º               | Bezerrão         | 20 000     | Nenhum             |

## Resultados
| Bandeirante-DF  | —   | 0-1 |     | 1-5 | 0-2 |     | 0-2 |     |     |     |
| Bolamense       |     | —   | 0-0 | 4-3 |     | 1-3 |     |     | 4-1 | 1-5 |
| CFZ de Brasília | 0-0 |     | —   |     | 1-0 |     |     | 0-2 |     | 1-5 |
| Cruzeiro        |     |     | 2-2 | —   |     | 0-2 | 1-1 | 1-0 | 4-1 |     |
| Dom Pedro       |     | 0-0 |     | 0-0 | —   | 1-2 |     |     | 7-0 | 1-1 |
| Formosa         | 4-0 |     | 1-1 |     |     | —   | 1-1 | 2-0 | 5-1 |     |
| Guará           |     | 0-6 | 0-2 |     | 2-2 |     | —   | 3-2 |     |     |
| Paranoá         | 2-1 | 1-0 |     |     | 3-2 |     |     | —   |     | 1-3 |
| SE Planaltina   | 2-1 |     | 0-1 |     |     |     | 1-1 | 1-4 | —   |     |
| Santa Maria     | 4-0 |     |     | 3-4 |     | 3-3 | 4-0 |     | 3-0 | —   |

 Para ler a tabela, a linha horizontal representa os jogos da equipe como mandante. A coluna vertical indica os jogos da equipe como visitante.